# DeLorean DMC-12
La DeLorean DMC-12 è l'unico modello di auto costruito dalla DeLorean Motor Company, dal 1981 al 1982.
La DMC-12 (conosciuta anche semplicemente come la DeLorean, dato che fu la sola automobile prodotta dalla società) era caratterizzata dalle porte ad ali di gabbiano e dalla carrozzeria in acciaio inossidabile non verniciato. Vennero prodotti circa 9 200 esemplari di DMC-12.
La vettura divenne celebre in tutto il mondo per la sua apparizione nella trilogia cinematografica Ritorno al futuro di Robert Zemeckis, nella quale un modello era stato usato dal Dr. Emmett "Doc" Brown come base per la macchina del tempo da lui ideata.

## Storia
William T. Collins, primo ingegnere e disegnatore, già capo ingegnere alla Pontiac, completò il primo prototipo della DeLorean DMC-12 nell'ottobre del 1976.
Originariamente era stato previsto di montare sul retro dell'auto un motore rotativo Wankel, ma, per risparmiare sul carburante in un periodo di scarsità mondiale di petrolio, alla fine si optò per un V6 Douvrin PRV a iniezione.
Collins e DeLorean avevano previsto uno chassis prodotto da una nuova e non collaudata tecnologia produttiva, conosciuta come ERM (Elastic Reservoir Moulding), che avrebbe migliorato le caratteristiche di peso abbassando presumibilmente i costi di produzione. Questa nuova tecnologia, per la quale DeLorean aveva acquisito i diritti del brevetto, si rivelò però non adatta per la produzione di massa.
Questi e altri cambiamenti al concetto originale dovettero essere introdotti per rispettare le scadenze.
Si rese necessaria una revisione ingegneristica quasi completa del processo produttivo, che fu affidata all'ingegnere Colin Chapman, fondatore e proprietario della Lotus.
Chapman sostituì molto del materiale dubbio e delle tecniche di produzione con quelle che erano correntemente utilizzate dalla Lotus; nello specifico, nella DMC-12 furono utilizzate la sospensione e lo chassis dalla Lotus Esprit.
L'originale progetto della carrozzeria, nato dalla matita di Giorgetto Giugiaro, che aveva disegnato anche la Lotus Esprit qualche anno prima, venne lasciato quasi intatto, come pure la superficie esterna in acciaio inossidabile non verniciato e le porte ad ala di gabbiano.
Lo stabilimento di produzione venne stabilito a Dunmurry, in Irlanda del Nord, a poche miglia da Belfast. La costruzione della fabbrica iniziò nell'ottobre 1978, ma problemi ingegneristici e di finanziamento consentirono di iniziare la produzione in serie solo nel 1981, con due anni di ritardo rispetto alle previsioni. Il personale addetto era largamente inesperto e le DMC-12 del 1981 vennero vendute senza garanzia. Questi problemi di gioventù vennero risolti a partire dal 1982, anno in cui si iniziò a vendere i nuovi modelli con una garanzia di 5 anni o 50 000 miglia (80 000 km).
Quando nell'ottobre 1982 la DeLorean Motor Company fu sciolta in seguito all'arresto di John DeLorean per traffico di droga (accusa da cui fu assolto due anni dopo), le DMC-12 non assemblate furono completate dalla Consolidates (poi diventata parte di KAPAC).
Nel luglio 2007 i proprietari di una società chiamata DeLorean Motor Company (omonima della società originaria, ma non ad essa collegata) hanno acquisito i diritti di proprietà intellettuale dell'automobile ipotizzando la ripresa della produzione.

### Produzione
Tra il gennaio del 1981 e il dicembre del 1982 sono state prodotte circa 9.200 DMC-12: un quinto delle auto sono uscite dalla fabbrica nell'ottobre del 1981, mentre la produzione nei mesi tra febbraio e luglio del 1982 fu scarsa e riprese a pieno ritmo nell'agosto di quell'anno.
L'associazione dei proprietari di DeLorean afferma una produzione di solo 8 583 DMC-12 in totale, 617 in meno rispetto a quanto dichiarato.

## Design e tecnica

### Carrozzeria

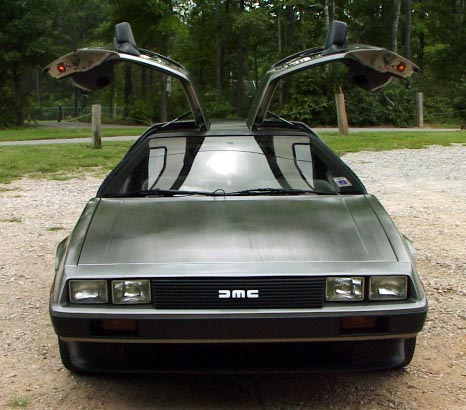
Veduta frontale di una DeLorean, con l'apertura delle portiere ad ala di gabbiano

La carrozzeria della DMC-12 era stata disegnata da Giorgetto Giugiaro. Era interamente realizzata in acciaio inossidabile AISI 304 non verniciato e riprende, nello stile e nella filosofia dei volumi ma soprattutto nella scelta dell'acciaio inox come materiale, i concetti base della Alfa Romeo Iguana del 1969. Escluse tre auto interamente ricoperte in oro zecchino, tutte le DMC-12 uscirono di fabbrica non coperte da vernice o altri rivestimenti. Esistono degli esemplari di DeLorean dipinti, che furono verniciati da chi li acquistò dopo l'uscita dalla fabbrica. Molte centinaia di "auto nere", ovvero DMC-12 carrozzate in fibra di vetro, furono prodotte per istruire le maestranze, ma non furono mai commercializzate.
La DeLorean appare come una vettura di lusso, ma di efficace ed economica manutenzione: pare che i piccoli segni dell'usura sulle superfici dei pannelli in acciaio inossidabile potessero, a quanto si dice, essere rimossi semplicemente strofinando la carrozzeria con un comune panno per pulizia.

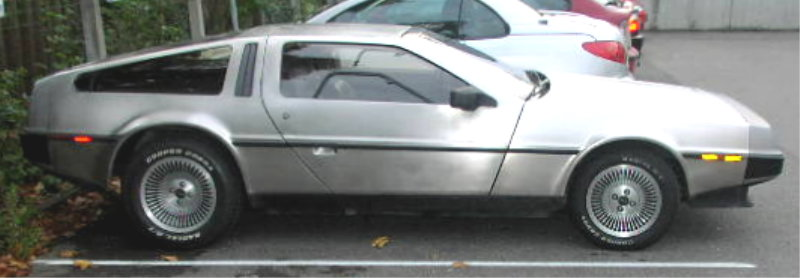
Vista laterale della DMC-12

I pannelli in acciaio inox erano fissati ad un monoblocco in fibra di vetro rinforzata, a sua volta fissato ad un telaio a doppia Y ripreso dalla Lotus Esprit.
Le pesanti porte ad ala di gabbiano della DMC-12 meritano un capitolo a parte. L'ovvio problema del loro corretto sostegno rispetto al resto della carrozzeria fu risolto dalla DeLorean con l'uso di barre di torsione brevettate pretensionate criogenicamente e con l'ausilio di più tradizionali molle a gas; questo infatti evitava l'insorgere di problemi di comodità, come negli anni precedenti si erano avuti sulla Mercedes Benz 300SL "Ali di gabbiano" o sulla Bricklin SV-1.
Le barre di torsione furono costruite dalla Grumman Aerospace ed è grazie ad esse che le porte fuoriescono dalla sagoma di soli 11 pollici (27,94 cm), rendendo relativamente agevoli l'apertura e la chiusura anche in parcheggi stretti e/o affollati. Esattamente come per la Lamborghini Countach, le porte della DMC-12 usano finestrini più piccoli del normale, in quanto quelli normali non si potrebbero aprire completamente a causa del pannello corto.

### Motore e trasmissione
La DMC-12 è mossa da un motore a benzina PRV V6, sviluppato in sinergia da Peugeot, Renault e Volvo (la sigla PRV deriva dalle iniziali dei nomi di tali costruttori). Esso deriva dal motore Volvo B28F, innestato con il sistema di iniezione Bosch K-Jetronic e modificato per essere montato al contrario.

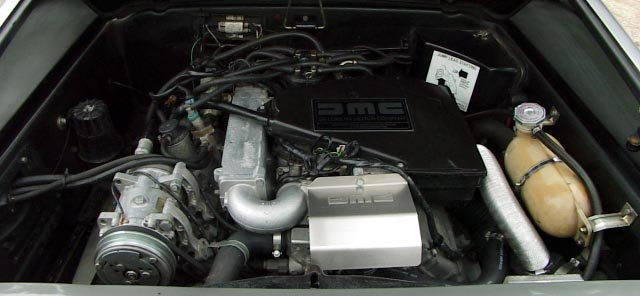
Motore PRV-V6 della DeLorean

Il PRV V6 ha un angolo della V a 90°, 2850 cm³ di cilindrata (alesaggio 91 mm, corsa 73 mm) e un rapporto di compressione di 8,8:1. Il monoblocco e le testate sono in lega leggera e il motore ha un singolo albero a camme per ciascuna testata. Da nuovo, questo motore era capace di erogare 95 kW (130 hp) a 5.500 giri al minuto e 208 N·m di coppia motrice a 2 750 giri.
Il consumo dichiarato era di 19 mpg (miglia per gallone US), pari a 8 km/l; test non ufficiali hanno confermato tali dati.
Per la DMC-12 erano disponibili due cambi: un cambio automatico a tre marce e un cambio manuale a 5 marce con un rapporto finale di 3.44:1. La maggior parte delle vetture venne dotata del cambio manuale, che era lo stesso montato sulla Renault 30.
Il motore della DMC-12 è montato dietro l'asse posteriore, come nel Volkswagen Maggiolino e nella Porsche 911. Il gruppo differenziale-trasmissione, invece, è posto davanti fra i due assi.

### Sospensioni
Come già menzionato, il sottoscocca e le sospensioni della DMC-12 erano in buona parte basati sulla Lotus Esprit. La DMC-12 era dotata di sospensioni indipendenti a quadrilatero sull'asse anteriore e di un sistema multilink su quello posteriore. Le sospensioni di tutte e quattro le ruote avevano molle a spirale e ammortizzatori telescopici.
La DMC-12 montava un impianto frenante servoassistito con dischi da 254 mm sull'anteriore e 267 mm sul posteriore.
Il sistema di sterzatura prevedeva 2,65 giri del volante da un estremo all'altro della corsa, e l'auto riusciva a girare su sé stessa in 35 piedi (10,6 metri) di diametro di sterzata.
La DMC-12 era dotata in origine di cerchi in lega leggera di diametro 14" (356 mm) sull'avantreno e 15" (381 mm) sul retrotreno, montati su pneumatici Goodyear NCT radiali.
Dato che il motore era montato molto indietro sul telaio, la distribuzione dei pesi era divisa in modo asimmetrico, circa 35% sull'avantreno e 65% sul retrotreno.

## Prestazioni

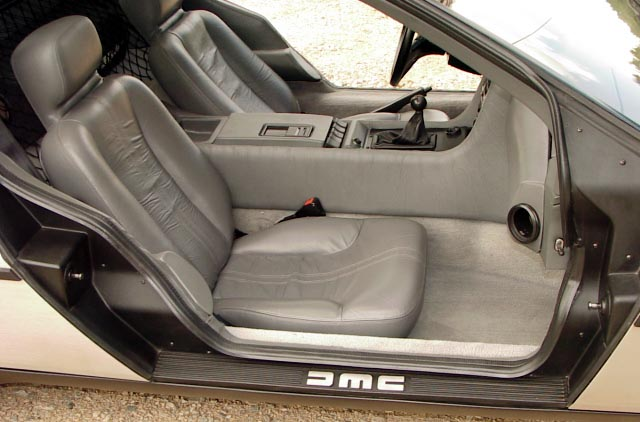
Vista dell'interno di una DeLorean DMC-12 con cambio manuale

Stando alle informazioni fornite dalla DeLorean stessa, la DMC-12 impiegherebbe 8,8 s per accelerare da 0 a 60 mph (0-96,56 km/h); la rivista Road & Track ha però cronometrato tale accelerazione in 10,5 s, sostenendo che l'auto non avesse un grandissimo scatto (not a barn burner).
Confronti fatti all'epoca dalla DeLorean piazzerebbero la DMC-12 sesta in ordine di velocità in una serie di dieci auto sportive.
Alcuni proprietari di DMC-12 sostengono che l'auto possa accelerare da 0 a 60 mph in meno di 8 s, ma non è chiaro se ciò sia possibile con il modello strettamente di serie o solo in seguito a elaborazioni.

## Prezzi
Il modello base della DMC-12 aveva un prezzo di vendita al pubblico suggerito di 25 000$, equivalenti a circa 53 000$ del 2003. Varie fonti riportano che c'era una lista d'attesa di possibili compratori disposti a pagare anche un sovrapprezzo di 10 000$ sul prezzo di listino. Dopo il fallimento della DeLorean Motor Company, le auto invendute vennero vendute sottocosto.
Prima di essere commercializzata, la DMC-12 sarebbe dovuta costare 12 000$ (da qui deriva il numero 12 contenuto all'interno del nome).
Le DMC-12 avevano in listino solo 7 optional, di cui 6 disponibili tramite sovrapprezzo:
- Cambio automatico (650$)
- Telo copriauto sagomato (117$)
- Tappetini interni con logo (84$)
- Bande laterali larghe nere (87$)
- Bande laterali sottili verdi (55$)
- Portapacchi sul baule posteriore (269$)
- Adattatore portasci

La dotazione standard di accessori era invece costituita da:
- Carrozzeria in pannelli di acciaio inox
- Portiere ad apertura ad ali di gabbiano con barre di torsione trattate criogenicamente
- Sedili e finiture in pelle
- Aria condizionata
- Impianto stereo ad alta potenza
- Alzacristalli e specchietti elettrici
- Chiusura centralizzata
- Volante regolabile in altezza e lunghezza
- Vetri colorati
- Modanatura protettiva alle fiancate
- Tergicristalli intermittenti
- Lunotto termico

I prezzi della DMC-12 sul mercato dell'usato sono molto vari in base alle condizioni del mezzo ed alla domanda del mercato. Nel 2005 si possono valutare attorno ai 15 000$ degli esemplari funzionanti con poche miglia percorse. Le stime indicano in circa 6 000 gli esemplari di DMC-12 sopravvissuti.
La nuova società texana chiamata DeLorean Motor Company, che come già detto non ha però alcun rapporto con l'azienda originale, vende delle DMC-12 restaurate a partire da 37 500$ e modelli usati con prezzi variabili in base alle loro condizioni. Le auto sono disponibili anche con nuovi accessori moderni, motori più potenti e fari di maggiore intensità. Il vicepresidente dell'azienda ha dichiarato nel 2007 che c'è una forte domanda per questi modelli e che la lista di attesa è di otto mesi.

## Cambiamenti di produzione
Sulla DeLorean non ci furono i tipici aggiornamenti "annuali" effettuati dalle case automobilistiche, ma ci furono numerosi cambiamenti durante la produzione. Secondo John DeLorean i modelli "annuali" sono una trovata commerciale per aumentare le vendite, e fu per questo che vennero effettuati cambiamenti di entità assai minore lungo tutta la produzione. A causa di ciò, non ci sono distinzioni specifiche tra i modelli del 1981, 1982 e 1983, ma sottili variazioni effettuate quasi di continuo durante la vita della compagnia e dell'auto DeLorean. Le più visibili di queste modifiche erano legate allo stile del cofano.

### Stili del cofano
Il primo cofano della DeLorean aveva fianchi scanalati e includeva uno sportellino, che copriva il tappo della benzina per semplificare il rifornimento, dato che altrimenti sarebbe stato necessario alzare il cofano. Per evitare furti di carburante, il tappo del serbatoio aveva una serratura.
In un imprecisato momento del 1981 lo sportellino fu rimosso, ma rimasero le scanalature. Questo stile venne mantenuto fino al 1982 inoltrato; basandosi sui numeri di produzione, fu lo stile più diffuso. Quando fu esaurito lo stock di tappi con serratura, si passò a un tappo senza serratura, ma ciò avvenne dopo che venne cambiato anche il tipo di cofano, quindi sono state prodotte almeno 500 vetture senza sportellino ma con il tappo a chiave.
L'ultimo cofano era invece piatto, senza scanalature e con logo DeLorean, e tale modifica fu fatta non fini estetici ma per ragioni tecniche: l'acciaio inossidabile è molto più rigido della lamiera in acciaio comune per le carrozzerie, e durante lo stampaggio le curvature strette delle scanalature rischiavano di provocare spaccature nel metallo.

### Maniglie interne
John DeLorean era alto 183 cm (6 piedi) e creò l'auto in modo che fosse confortevole per una persona della sua statura. L'aggiunta di una maniglia a cinghia interna rese più facile la chiusura delle porte dall'interno a chi era più basso di 183 cm. Le cinghie si agganciavano alle maniglie delle portiere, optional fino al novembre del 1981, pertanto le auto costruite alla fine del 1981, del 1982 e 1983 hanno le portiere con le cinghie di serie fissate in modo permanente.

### Apertura
L'apertura delle portiere nella DeLorean era originariamente separata dal resto della carrozzeria[non chiaro], con la conseguenza che vi era la tendenza a sforzare su di essa nell'entrare e uscire dalla vettura, rischiando di causare dei danni. Il problema venne risolto solo sulle auto costruite dopo il 1981.

### Poggiapiedi
A partire dal 1982, sulle DeLorean fu aggiunto un poggiapiedi (si trattava di un pedale fisso) per alleviare la fatica durante la guida. Questo è uno dei pochissimi cambiamenti che furono applicati a partire da un anno preciso: tale accessorio è assente nella sola produzione del 1981.

### Ruote
Anche se lo stile delle ruote rimase lo stesso durante tutta la produzione, i primi esemplari del 1981 avevano i cerchioni verniciati di grigio, accoppiati con coprimozzi grigi con incastonato il logo DMC. Abbastanza presto, nella produzione del 1981, i cerchi assunsero una tinta argentata lucida, con i coprimozzi neri e il logo bianco a fare contrasto.

### Radio
Le DeLorean del 1981 avevano un'autoradio Craig di serie. Si trattava di un modello standard con radio e riproduttore di audiocassette, con i controlli affidati a due manopole. Era installato un orologio di fronte alla leva del cambio, in quanto l'autoradio non ne era dotata. Verso la metà del 1982 la Craig fu sostituita con una radio ASI e, dato che quest'ultima incorporava un orologio, quello separato fu rimosso.

### Antenna radio
All'incirca le prime 2200 auto uscite dalla fabbrica montavano un'antenna inserita all'interno del parabrezza.
Questo tipo di installazione risultava inefficiente per la maggior parte delle esigenze automobilistiche, cosicché venne aggiunta un'antenna a frusta tradizionale esterna nella parte frontale, a destra del parabrezza. Questa soluzione fu efficace per aumentare la ricezione radio, tuttavia per installare l'antenna a frusta era necessario creare un foro nell'acciaio inossidabile, situazione poco sicura e sgradevole a vedersi.
L'antenna venne quindi spostata ancora, questa volta nella parte posteriore dell'auto: un'antenna automatica fu installata sotto le griglie dietro al finestrino posteriore lato guidatore, posizione che permetteva la qualità di ricezione di un'antenna a frusta, ma nascondendola completamente alla vista quando non era in uso e non creando la necessità di forare la carrozzeria.
Solo 17 auto destinate al mercato inglese, quindi con guida a destra, montarono un'antenna sul tetto come le auto odierne.

### Alette parasole
Le piccole alette parasole erano rivestite da un lato di vinile e dall'altro di stoffa. Originariamente erano installate in modo tale che ad aletta chiusa il vinile fosse all'interno, mentre dopo il 1981 vennero montate rovesciate, ponendo all'interno la stoffa.

## DMC-12 speciali
- La DMC-12 più famosa è quella utilizzata nella trilogia Ritorno al futuro. Questa DeLorean è stata modificata perché nei film viene usata come macchina del tempo. Per le riprese del primo film, Ritorno al futuro, sono state utilizzate in totale dodici auto.
- Esiste ancora uno dei molti prototipi di DeLorean, in restauro alla DeLorean Motor Company in Florida.
- La produzione di DeLorean è iniziata con il VIN 500; i VIN 502 e 530 sono stati utilizzati dalla Legend Industries come tentativo di concept per una versione doppio turbo del motore standard DeLorean PRV-V6. Il VIN 530 è in restauro presso la P.J. Gradys di New York.[30]
- Si conosce la sorte di solo uno degli esemplari con motore doppio turbo, che è stato acquistato verso la fine degli anni novanta da un appassionato che lo ha montato nella sua DeLorean standard.
- Almeno tre DMC-12 sono state usate in film pornografici ispirati alla trilogia di Ritorno al futuro.
- Un VIN 500, speciale per essere stato il primo prodotto nel 1981, è esposto nel Crawford Auto-Aviation Museum di Cleveland, in Ohio.[31]
- Una DMC-12 denominata MARTY, è stata usata dal Dynamic Design Lab di Stanford per lo studio della guida autonoma impiegata nel drifting[32].

### DMC-12 placcate in oro

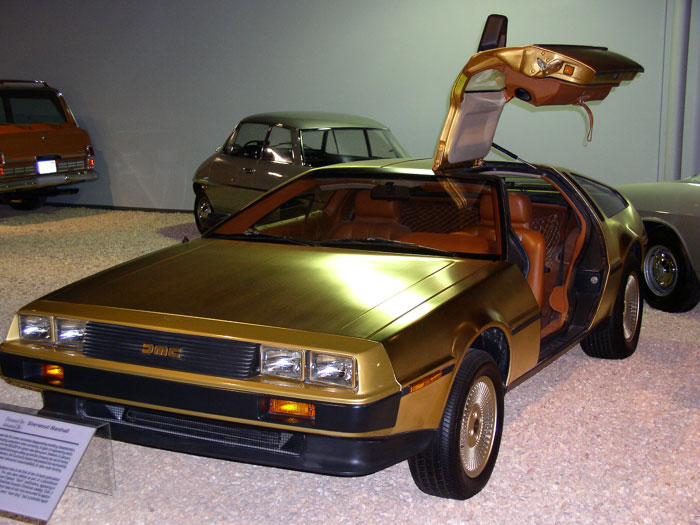
La DeLorean placcata oro esposta a Reno, in Nevada

DeLorean aveva previsto di produrre un centinaio di DMC-12 con la carrozzeria interamente placcata in oro a 24 carati, promuovendo questi veicoli tramite l'American Express. Tuttavia, ne vennero ordinati e prodotti solo tre esemplari:
- uno fu acquistato da Roger Mize, presidente della Snyder National Bank, che avrebbe pagato 85 000 dollari. L'auto rimase esposta nell'entrata della banca per circa 20 anni prima di essere trasferita al Petersen Automotive Museum di Los Angeles;[33]
- la seconda è in mostra al National Auto Museum di Reno, in Nevada,[34] ed è la sola con cambio manuale;
- la terza porta la targhetta VIN per l'ultima produzione DeLorean, numerata 20105;[35] quest'auto fu costruita in larga parte con parti avanzate dall'assemblaggio delle altre due DeLorean dorate. Erano a disposizione tutte le parti tranne una porta, per cui fu necessario farne placcare una a parte; di conseguenza tonalità di doratura e granatura di tale porta sono differenti rispetto al resto dell'auto.[36]

## La DeLorean Alpha5
Sulla falsariga della celebre DMC-12, il 21 agosto 2022 l'azienda ha presentato all'evento Concours d'Elegance di Pebble Beach il nuovo modello DeLorean Alpha5 . La nuova DeLorean è al 100% elettrica e sfrutta una gigantesca batteria da 100 kWh in grado di darle un'autonomia di quasi 500 km. Quanto alle prestazioni, si parla di uno 0–100 km/h completato in 3,4 secondi e di una velocità massima di 241 km/h .